# Chrám svatého Spyridona (Skradin)
Kostel, respektive chrám svatého Spyridona ve Skradinu (chorvatsky crkva svetog Spiridona u Skradinu, srbsky Црква Светог Спиридона у Скрадину) je pravoslavný chrám v chorvatském Skradinu v Dalmácii, náležící do dalmatské eparchie Srbské pravoslavné církve (SPC). Kostel byl postaven v letech 1863 až 1876.

## Dějiny

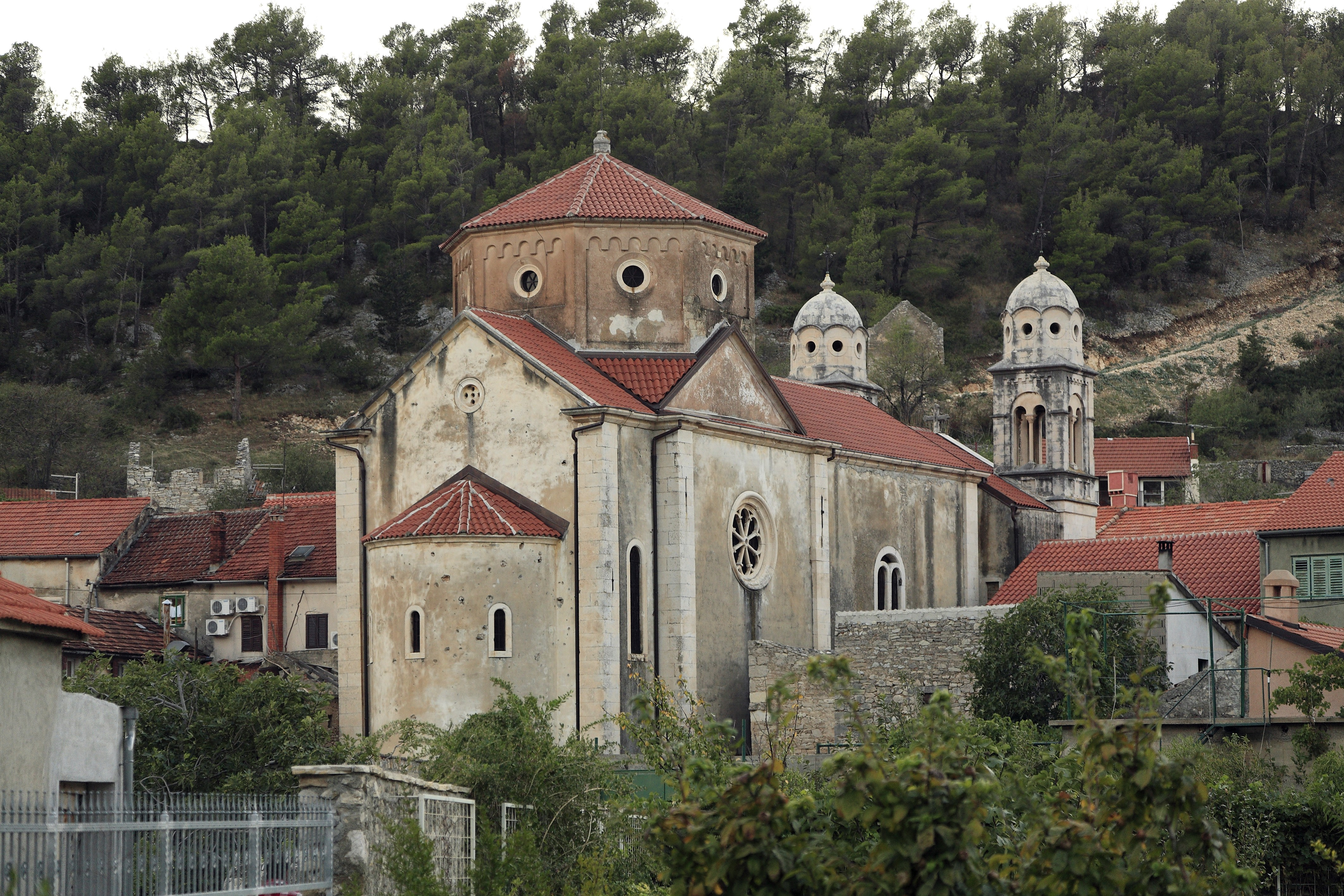
Chrám sv. Spyridona

Původní kostel zasvěcený svatému Janu Křtiteli stojící v místě dnešního chrámu pocházel snad ze 14. století, avšak podrobnější informace o něm neexistují.
Starý kostel sv. Spyridona byl postaven z prostředků tehdejších pravoslavných věřících roku 1754 ve stylu charakteristickém pro srbskou středověkou architekturu. a jako takový je kulturní památkou Chorvatska.
Nový kostel sv. Spyridona byl postaven v letech 1863–1876 a v roce 1878 byl vysvěcen prozatím bez zvonice. Západní část chrámu se zvonicemi byla dokončena v roce 1893.
Podle zprávy ze 14. února 1992 v době občanské války byla střecha chrámu zasažena granátem a exploze vybila všechna okna. V dubnu 1993 byl kostel zcela zbořen.
V průběhu roku 2008 začala obnova, při níž byla kompletně opravena střecha, provedeny tesařské práce, instalován ikonostas a mobiliář v interiéru chrámu. Zasvěcení kostela svatého Spyridona ve Skradinu. U příležitosti dokončení prací na opravách kostela, dne 15. května 2010 Skradin navštívil tehdejší dalmatský biskup JE Fotije, místopředseda chorvatské vlády Slobodan Uzelac a starosta města Skradin Nediljko Dujić.

## Interiér chrámu

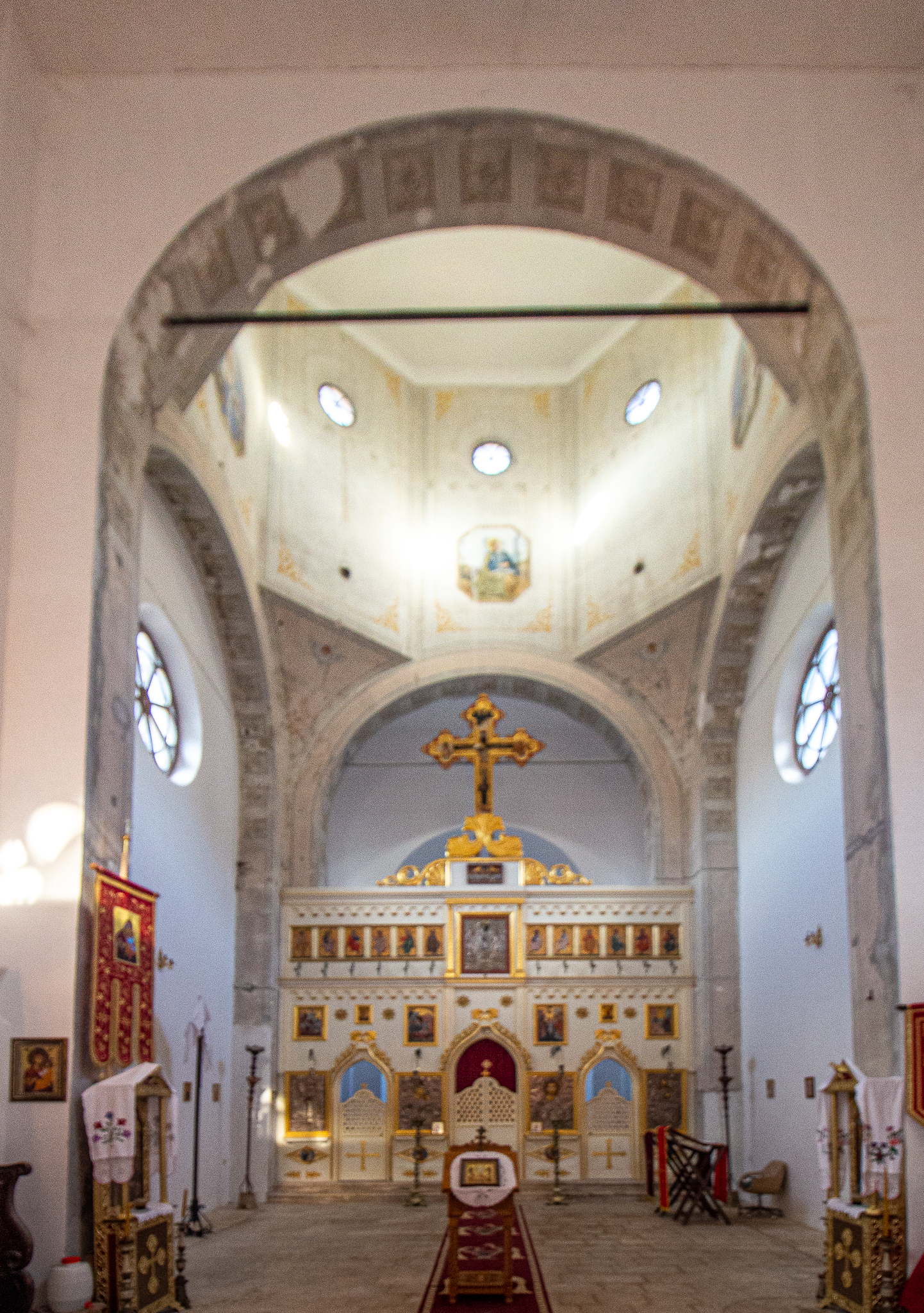
Interiér chrámu

V době války v Chorvatsku v letech 1991–1995 bylo v dalmatské diecézi zbořeno na 14 a poškozeno 45 kostelů. Díky zaměstnancům Šibenického muzea a tehdejšímu biskupovi Srećku Badurinovi byly ikony z ikonostasu tohoto kostela sňaty a uloženy v muzeu v Šibeniku.
Když biskup Fotije přijel do dalmatské diecéze, byly v roce 1999 a poté a na počátku obnovy chrámu ikony ze Šibenického muzea vráceny na ikonostas, kde stojí dodnes.